# キヴ紛争
キヴ紛争（キヴふんそう、フランス語: Guerre du Kivu）は、コンゴ民主共和国東部で2004年から継続しているコンゴ民主共和国軍（FARDC）とルワンダ解放民主軍（FDLR）の武力紛争。戦闘は2004年から2009年までの第一期、2012年4月から2013年11月までの第二期、2015年1月末から現在までの第三期に大別され、第一期ではローラン・ンクンダ率いるツチ系武装組織の人民防衛国民会議（CNDP）が主要な反政府軍として戦闘を行なっていた。
国際連合コンゴ民主共和国安定化ミッション（MONUSCO）が大きな役割を果たしており、現在も平和維持のために21,000名の人員が投入されている。現在までに93名の殉死者を出し、中でも2017年12月にはイスラム主義武装組織民主同盟軍（ADF）からの攻撃によって15名が死亡した。MONUSCOの目標は軍事衝突の拡大防止と性犯罪や子供兵の使用などの人権侵害の最小化である。
CNDPはコンゴ東部のツチ系集団バニャムレンゲやツチが支配する隣国のルワンダ政府と同族に当たり、逆にフツ系主体のルワンダ解放民主軍（FDLR）とは対立している。

## 背景
1998年から2002年まで続いた第二次コンゴ戦争時、ローラン・ンクンダはルワンダの支援を受けた反政府勢力コンゴ民主連合（RCD）ゴマ支部の指揮官として大統領ローラン＝デジレ・カビラの打倒を目指していた。2003年に戦争が終結するとンクンダは統合された新政府軍で大佐に就任し、翌年には将官となった。しかしその後すぐに彼は当時の政権を否定し、コンゴ戦争時の仲間達と北キヴ州の森林地帯へ潜伏した。
グローバル・ウィットネスによると、西側先進国の企業が購入した鉱物資金が仲買人を通じて武装組織や正規軍に渡っている。DRC東部には電子機器の製造に不可欠なスズ、金、コルタンなどの希少鉱物が数多く埋蔵されており、同国の貴重な外貨獲得手段になっている。これを受けて国連はコンゴの武装集団が行なっている不法な鉱産資源採掘を支援する者には渡航制限や資産凍結などの制裁が課せられることを発表した。

## 経過

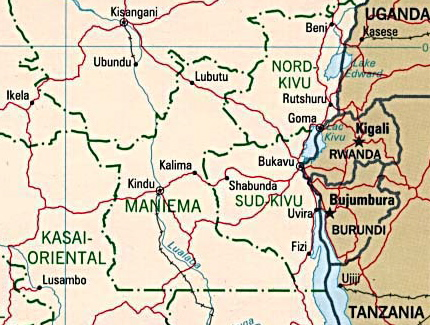
コンゴ民主共和国東部の地図

### ルワンダ解放民主軍（FDLR）
フツ系で構成されるルワンダ解放民主軍（FDLR）は隣国ルワンダの反政府組織であり、ルワンダ虐殺を引き起こしたインテラハムウェの構成員が多く在籍していた。FDLRはコンゴ民主共和国の大統領ローラン＝デジレ・カビラの支援を受けており、同国がツチ系武装組織のルワンダ愛国軍（RPFの下部組織）やその支援を受けたコンゴ民主連合と戦闘する際の前線組織となっていた。
2002年7月時点でFDLRの部隊は依然として南北キヴ州に駐留しており、1万5千から2万人が所属していたと推定される。同年に第二次コンゴ戦争は公式に終結したが、FDLRはDRC東部とルワンダ国境地帯でツチ系武装組織を攻撃し続けた。これにより同地域での緊張が高まり、3度目のルワンダ軍侵攻の危機が近づいた。

### 第一期（2004〜2009年）

#### 2004年：ブカヴ占領
2004年6月、ンクンダ部隊が南キヴ州に駐留するコンゴ政府軍を8日で撃破し、州都ブカヴを占領した。彼は軍事侵攻の理由として、同じくツチ系の武装組織であるバニャムレンゲによる大量虐殺の防止をあげているが、国連コンゴ民主共和国ミッション（MONUC）はこれを否定している。その後国連の交渉によってCNDPはブカヴから撤収し、その過程で部隊の一部が分裂し、ジュレス・ムテベシ大佐指揮の下でルワンダへ逃れた。またこれに応じてンクンダの母語であるルワンダ語を話す人々およそ15万人がコンゴ政府軍の報復を恐れて南キヴ州から北キヴ州へと逃れた。

#### 2005年：コンゴ政府との衝突
2005年、ンクンダはコンゴ政府が腐敗していることを理由に政府打倒を掲げた。そしてかつて所属していたコンゴ民主連合（RCD）ゴマ支部のメンバーを次々に勧誘していった。

#### 2006年
2006年1月、ついにンクンダ率いる部隊がコンゴ政府軍と衝突し、8月には南北キヴ州境界付近にあるサケで再び戦闘が行われた。国際社会はンクンダの逮捕を求めたが、MONUCは「ンクンダ氏は地元住民にとって脅威とはなっていないため、我々は彼に対するどのような行動も正当化することはできない」と表明して彼の逮捕を拒んだ。一方でその年の年末には国連安全保障理事会が彼自身への制裁を決めている。
この間国内では総選挙が行われており、ンクンダもその結果を尊重すると述べた。しかし最高裁判所がジョゼフ・カビラの勝利を告げる前日の11月25日、ンクンダ率いる部隊がサケに駐留する政府軍第11旅団とMONUCの平和維持部隊を急襲した。この攻撃自体はツチ系の指揮官に近い民間人を殺害することを目的として行われ、選挙結果自体には関わりがなかったと考えられている。これを受けて国連はコンゴ政府に交渉を要求し、内務大臣のデニ・カルメ・ヌンビが交渉人として派遣された。
12月7日、RCDゴマ軍が北キヴ州にある政府軍基地を攻撃した。これに対して政府軍はMONUCの支援を受けて基地を奪還し、RCDゴマ軍の兵士およそ150名を殺害したと報告した。またこの戦闘の影響でおよそ1万2千人の市民が隣国ウガンダのキソロ県へと逃れた。同日にはコンゴ側からキソロ県へロケット弾が撃ち込まれ、7名が死亡した。

#### 2007年
2007年に入ると、コンゴ政府はンクンダからの脅威、政府軍内部への浸透を防ごうと試みた。しかし、実際には1月から8月にかけて5つの旅団がンクンダの指揮下に入ってしまった。7月24日、国連平和維持軍司令官のジャン＝マリー・ゲヘンノは「ングンダの舞台はコンゴの安定に対する最大の脅威だ」と発表した。9月初め、ンクンダの部隊はマシシに駐留する政府軍部隊を包囲し、対してMONUCはヘリコプターを使って町に政府軍兵士を送り込んだ。兵士数十名が死亡し、そのほかの地では戦闘が継続した。
コンゴ政府軍がヘリコプターによってンクンダ部隊の兵士80名を殺害したと報告した後の9月5日、ンクンダはコンゴ政府に対して停戦協議の実施を要請した。一方でンクンダは停戦協議を破棄したのは政府側であり、自分たちはむしろ政府に対して停戦協議に戻るよう要請していると主張した。
同じく9月にはンクンダ側兵士が中学校10校と小学校4校を占領し、そこにいた児童・生徒たちを強制的に自軍に参加させた。国連職員当局者は現地で国際法違反が行われ、子供たちが性奴隷や少年兵にされていると報告している。同日に発行された国連の報告書では、数千人の今後人たちが家を失い避難民となった。
コンゴ政府は当初10月15日を武装解除開始の期限としてンクンダ側に通達したが、ンクンダ側は何ら行動を起こさなかった。そのため期限から2日後の10月17日、大統領のジョゼフ・カビラは政府軍に対してンクンダ部隊を強制的に武装解除させるため準備を行うよう命令し、政府軍はンクンダ側のキチャンガ要塞へと進軍した。ブナガナ周辺でンクンダ側と政府系マイマイとの戦闘が発生し、数千人の市民が戦闘を逃れるためルツルへと移動した。さらにブナガナ近郊にあるブキマ周辺では、政府軍がンクンダ配下の部隊と交戦し、一部の難民は国境を越えてウガンダに逃れたという報告も行われた。年初からの戦闘で避難した人の数は推定で37万人以上である。
11月に入るとンクンダ側の部隊がゴマから100km北にあるニャンザレという町を占領し、近隣にあった3つの村も支配下に入れた。これに対して政府軍は一度前哨基地を放棄したが、12月初めには第82大隊による反抗作戦によって交通の要衝であるムシャケを奪還した。加えて国連コンゴ民主共和国ミッションは政府の反抗作戦を支援することを発表した。またアディスアベバで会議が開かれ、参加した国連、ブルンジ、ルワンダ、ウガンダは共同でコンゴ政府を支援し、「反政府勢力」を支持しないことを宣言した。
これに対してウクンダは12月14日に声明を発表し、自身が和平協定に応じる用意があることを示した。これを受け12月20日、コンゴ政府は12月27日から翌年1月5日までで協議を行うようウクンダに呼びかけたが、実際の開催は1月6日から14日に延期された。

#### 2008年1月：和平協議
ンクンダ側代表団は実際に協議の場に現れたが、構成員の一人が逮捕されかけたと主張して1月10日に一度協議の場から離れた。ただその後彼ら他再び協議に応じ、協議日程は1月21日終了に延ばされた。その後合意の見込みが立ったことから1月22日まで延期され、その後戦争犯罪の裁き方に対する合意を得るためさらに1月23日まで延びた。同日になってようやく和平協定に署名がなされ、即時停戦、反政府軍の北キヴ州からの完全な撤退、戦火を逃れた市民の帰還、ンクンダ側についた兵士たちの不処罰などが定められた。
和平協定に基づき、政府軍と国連平和維持部隊はルワンダ解放民主軍（FDLR）のキヴからの撤退を促した。しかし実際の手続きが不十分に終わり、難民の帰還も進まなかったため、対立する人民防衛国民会議（CNDP）は「FDLRが市民に対して残虐行為を行なっており、それを止めるため」という名目で戦闘を再開した。実はこの和平協定にはFDLRやルワンダ政府が関与しておらず、このことが協定の履行を困難にした。

#### 2008年秋の戦闘
2008年10月26日、ンクンダ側の舞台がヴィルンガ国立公園沿いにあった軍事拠点を制圧した。この公園内には主要都市ゴマへと通じる幹線道路があり、その戦略的価値の高さから攻撃対象となった。翌日にはゴマにある国連混成軍基地周辺で暴動が発生し、人々は国連軍が反乱軍鎮圧に何の貢献もしていないと主張して建物に石や火炎瓶を投げつけた。また政府軍もこの反乱により撤退を余儀なくされた。これに対しゴマから7マイル（11km）以内にいるとされる反乱軍の進撃を止めるため、MONUCの攻撃ヘリと武装車両が使用された。国連事務総長特別代表のアラン・ドスは、「人口密集地が脅かされることは許されない。国連は関与せざるを得ない。」と述べ、反乱軍との交戦の必要性を説いた
10月28日、キブンバ難民キャンプとルツルとの間で両軍の戦闘が行われた。この戦闘でルツルへの道路を守る国連軍の車列に5発のロケット弾が撃ち込まれ、装甲兵員輸送車2台を直撃した。インド軍部隊が乗っていた輸送車自体の被害は警備だったものの、乗車していた中佐ら2名が負傷し、また戦闘によってルツルも占領された。一方で市民の暴動も引き続き行われ、退却する政府軍が石を投げつけられる場面もあった。しかし国連広報官のシルヴィ・ヴァン・デン・ウィルデンベルクは、国連がこの地域で「存在を強化」していると表明した。
10月29日、ゴマに近づいた反乱軍は一方的に停戦を宣言したが、依然として街を占領する意思を持っていた。同日フランスがEUに対して行った1,500人の増派要請は複数国の反対により実現しそうになかったが、駐留する国連軍は市街地の占領を阻止すると表明した。その日は一日中市内の道路に難民や撤退する部隊が溢れ、戦車や軍用車両までもがそこに加わっていた。また政府軍による車の略奪や徴用も報告された。その夜、国連安保理は匿名での採決を行い、拘束力はないが数日間の反乱軍の作戦を非難し、進軍の停止を求める決議を全会一致で採択した。また米国国務省はアフリカ問題担当国務次官補のジェンダイ・フレーザーを特使として派遣した。
10月30日、コンゴ人兵士による略奪と暴力・飲酒は依然としてゴマ市内で続いていたが、他部隊や警察が見回りを行って事態の収集を図った。ンクンダはコンゴ政府との直接交渉を要求した一方、「停戦や安全の保証、平和への手続きに進展がなければ」ゴマを占領するとも述べた。その翌日にはコンゴの国連対策本部の同意を得て人道回廊の設置を宣言し、家を追われた人々の帰還を可能にした。ンクンダはゴマ周辺の国連PKO部隊と協力し、直前の戦闘によって発生した負傷者を移送することを希望した。一方でMONUCの報道官は自軍がゴマ市内外の治安維持のため展開されているため手薄になっており、さらにコンゴ人兵士による略奪が負傷者の移送をより難しくしていると述べた。国際NGO「ヒューマン・ライツ・ウォッチ」はゴマ市内で一晩に20人以上が殺害されたと報告している。一方で当時米国国務長官だったコンドリーザ・ライスはルワンダ大統領のポール・カガメと接触し、中長期的な解決策について話し合った。また同じく10月31日には英国外相だったデイヴィッド・ミリバンド、フランス外相のベルナール・クシュネルも事態の解決のため現地へと飛び立った。
11月6日、反乱軍側が停戦を破棄し、政府軍と戦闘の上でコンゴ東部の町を占領した。紛争について地域で議論する予定だった日の前日だった。人民防衛国民会議（CNDP）がニャンザレ中心部を占領し、以降はここがCNDPの北キヴ州における活動拠点となった。住民の報告によると、CNDPの兵士たちは親政府系武装組織を支援していると疑われる市民を殺害したという。

#### アンゴラの関与疑惑
ゴマ周辺で戦闘が行われていた2008年11月、国連はアンゴラ軍の部隊がコンゴ政府軍側で戦闘に参加していたと報告した。しかしコンゴ政府は外国軍の関与を度々否定し、また現地に1万7千人の平和維持部隊を派遣している国連ミッションもこの報告を否定した。しかし国連報告書ではコンゴとアンゴラの間に「軍事協力」があり、「アンゴラ軍部隊がコンゴ国内で軍事訓練を行っている」と記載されていた。なお、元ポルトガル植民地だったアンゴラは1998年から2003年までの第二次コンゴ戦争でも現政府側として支援していた。

#### ンクンダの逮捕と平和協定
2009年1月22日、コンゴ民主共和国からルワンダに逃亡していたンクンダの身柄を、コンゴ政府軍と共同作戦を行うルワンダ軍が確保した。当初ルワンダは国際逮捕状が出されているンクンダをコンゴ民主共和国へ引き渡すか明言しなかった。ルワンダ軍の報道官によると、ンクンダはコンゴ・ルワンダ合同軍を撃退するため3個大隊を派遣した後ルワンダ軍に確保されたという。この合同軍は、コンゴ民主共和国内で活動するルワンダ系フツ武装組織の構成員を確保する目的で設立されており、その作戦の一環としてンクンダの身柄確保が行われた。なお、ンクンダの身柄がどこにあるかはルワンダ政府により秘匿されているが、軍報道官は西部州ルバブ郡ギセニに身柄を移送したと主張している。コンゴ政府はンクンダの身柄確保により国内で最も恐れられた反政府組織の活動が停止すると推測した。
これを理由として1994年のルワンダ虐殺の責任者確保を目的としたルワンダ・コンゴ民主共和国合同軍も活動を停止し、同年3月23日には人民防衛国民会議（CNDP）が構成員の釈放と引き換えにコンゴ政府と平和条約を締結、政党に移行したことでキヴ紛争第一期が終結した。